# Ignacio Aldama
Ignacio Aldama (San Miguel el Grande, Reino de México, Nueva España,  10 de mayo de 1769- Monclova, Gobernación de Coahuila, Intendencia de San Luis Potosí, Nueva España, 20 de junio de 1811), fue un abogado e insurgente novohispano que participó en la guerra de la independencia de México. Fue hermano de Juan Aldama.

## Trayectoria
Estudió leyes en la Ciudad de México, aunque se dedicó a las labores del campo. El 16 de septiembre de 1810 se unió en su ciudad natal a los independentistas que acababan de iniciar la lucha insurgente mediante el denominado grito de Dolores. Fue designado jefe municipal y militar de San Miguel así como mariscal de campo.
Al saber que las tropas realistas al mando de Félix María Calleja se acercaban a la población, partió con su familia para reunirse con el grueso de las tropas insurgentes poco antes de la batalla de Aculco. Acompañó a Ignacio Allende a Guanajuato y Guadalajara. Contribuyó en la publicación del periódico El Despertador Americano. Fue designado embajador ante Estados Unidos, se le encomendó la tarea de conseguir armamento. Logró llegar a Béjar con relativa facilidad, pero fue capturado por la contrarrevolución iniciada por el subdiácono Zambrano. Fue trasladado a Monclova, lugar donde se le practicó un juicio sumario. Publicó un manifiesto mediante el cual pidió perdón por sus acciones el 18 de junio de 1811, fue ejecutado dos días más tarde.